# Remugant (digestió)
|  | Per a altres significats, vegeu «Remugant (ordre)». |

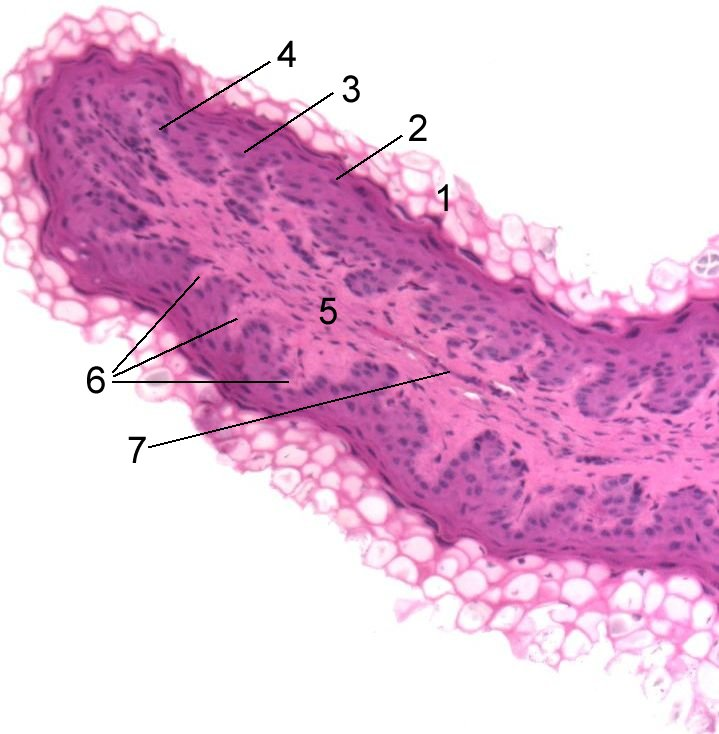
Tall histològic de les papil·les d'una ovella.

Els remugants són animals que digereixen l'aliment en dues etapes: primer el consumeixen i després el remuguen. El remugó consisteix a regurgitar el material semidigerit i mastegar-lo de nou per desfer-lo i afegir-li saliva. Els remugants inclouen els bòvids, cèrvids i altres famílies properes, igual que els camèlids, que tanmateix no es classifiquen a l'ordre taxonòmic dels remugants autèntics, car els falten altres característiques com la presència de banyes, preestómacs aglandulars, etc. De fet, se'ls considera "pseudoremugants", car només tenen tres compartiments a l'estómac.